# Ципордей
Ципордей (рум. Țipordei) — село у Флорештському районі Молдови. Входить до складу комуни, адміністративним центром якої є село Кухурештій-де-Жос.

## Населення
За даними перепису населення 2004 року у селі проживали 464 особи.
Національний склад населення села:
| Національність | Кількість осіб | Відсоток |
| -------------- | -------------- | -------- |
| молдавани      | 462            | 99,6%    |
| росіяни        | 2              | 0,4%     |
| Всього         | 464            | 100%     |